# Guaymas kommun
Guaymas är en kommun i Mexiko.   Den ligger i delstaten Sonora, i den nordvästra delen av landet, 1 500 km nordväst om huvudstaden Mexico City.
Följande samhällen finns i Guaymas:
- Guaymas
- Vicam
- Potam
- Guásimas
- Triunfo Santa Rosa
- Huiribis
- Baugo
- La Salvación
- El Yaqui
- Compuertas
- Lomas de Colosio
- Guasimitas
- La Cuadrita
- Casa Azul